# Леонідовка (Тайиншинський район)
Леоні́довка (каз. Леонид) — село у складі Тайиншинського району Північноказахстанської області Казахстану. Входить до складу Чермошнянського сільського округу, раніше було центром ліквідованої Леонідовської сільської ради.
Населення — 559 осіб (2021; 630 у 2009, 873 у 1999, 1360 у 1989).
Національний склад станом на 1989 рік:
- німці — 69 %.